# Autorotazione
Nella terminologia aeronautica con il termine di autorotazione ci si riferisce a due situazioni diverse, a seconda che siano collegate ad apparecchi ad ala fissa o ad ala rotante (come gli elicotteri).

## Autorotazione di velivolo ad ala fissa
In un velivolo è possibile assistere a fenomeni di distacco della vena fluida in prossimità delle estremità delle semiali. Questi ingenerano una rotazione del velivolo stesso intorno all'asse di rollio, rotazione che, a seconda delle caratteristiche del velivolo coinvolto, può autoestinguersi od essere galvanizzata. Questa seconda evenienza può portare all'ingovernabilità dell'aereo, visto che ogni tentativo di correggere il moto di autorotazione tramite gli alettoni sortisce l'effetto contrario di aumentare la velocità di rotazione dell'aeroplano.

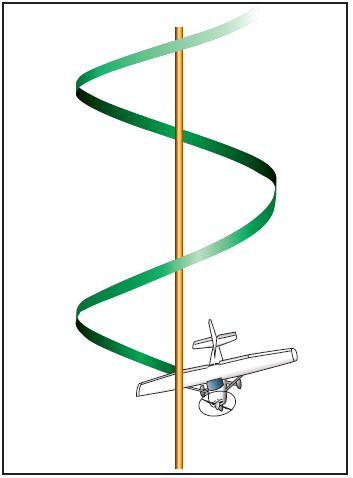
Vite — stallo aggravato e autorotazione

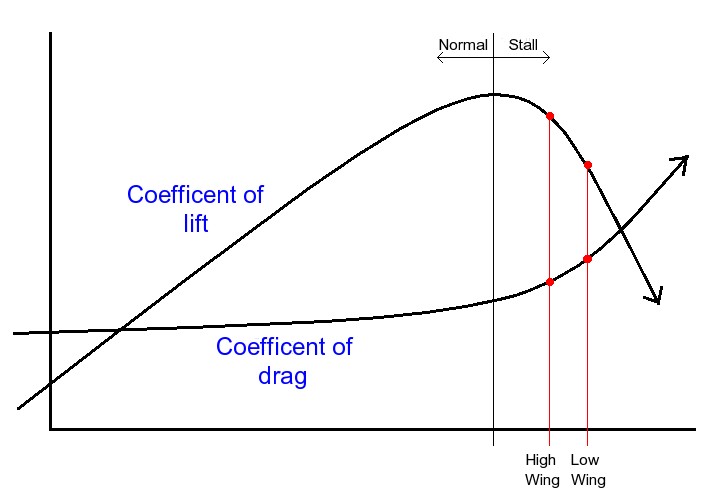
Un grafico tipico di salita e discesa del coefficiente vs. l’angolo di attacco. Ad ogni angolo di attacco maggiore rispetto all’angolo di stallo, un incremento di angolo causa una riduzione del coefficiente di salita ed una diminuzione dell’angolo di attacco causa un aumento del coefficiente di salita

Quando l'ala è stallata e l'angolo di attacco è maggiore di quello di stallo, ogni aumento nell'angolo di attacco causa una discesa del coefficiente di salita, con conseguente discesa del velivolo. Come l'ala discende, l'angolo di attacco aumenta, causando la diminuzione del coefficiente di salita e l'aumento dell'angolo di attacco; così invertendo i termini. Per questa ragione, l'angolo di attacco è instabile quando è maggiore dell'angolo di stallo. Qualunque variazione dell'angolo di attacco su un'ala causerà la rotazione dell'intera ala, spontaneamente e continuativamente.
Quando l'angolo di attacco di un'ala di un velivolo raggiunge l'angolo di stallo, il velivolo è a rischio autorotazione; può degenerare in una rotazione se il pilota non attua manovre correttive.

### Autorotazione in aquiloni e veleggiatori
1. L'effetto Magnus negli aquiloni che hanno l'asse di rotazione perpendicolare alla direzione del flusso d'aria, usano l'autorotazione; una rete portante è possibile per portare in quota l'aquilone e il carico pagante. Il Rotoplane, l'aquilone rotante "UFO", e l'aquilone a nastro rotante "Skybow" usano l'effetto Magnus risultante dall'autorotazione dell'ala con la rotazione sull'asse perpendicolare al flusso d'aria.[5]
2. Alcuni aquiloni sono equipaggiati con ali autorotazionali.[5]
3. Un terzo tipo di autorotazione avviene nei paracadute rotanti, o oggetti elicoidali rotanti usati come aquiloni. Questo tipo di autorotazione è usato nei sistemi che agiscono su eliche di turbine in aria o acqua per azionare generatori elettrici.[6][7]
4. Eliche di velivoli a motore spento possono andare in autorotazione; possono essere usate per ricaricare batterie di bordo[8].

### Autorotazione nella tecnologia Airborne Wind Energy
L'autorotazione è la base della tecnologia Airborne Wind Energy (AWE). Nei sistemi High-altitude wind power il fenomeno dell'autorotazione è frequente:  SkyMill Energy (archiviato dall'url originale il 22 gennaio 2019)., Joby Energy (archiviato dall'url originale il 20 aprile 2017), Sky Windpower,  BaseLoad Energy (archiviato dall'url originale il 2 febbraio 2011),  Magenn Power (archiviato dall'url originale il 3 gennaio 2010) e  Makani Power (archiviato dall'url originale il 24 gennaio 2012) stanno studiando sistemi airborne wind energy conversion systems (AWECS) che impiegano l'autorotazione di pale per azionare rotori di generatori elettrici in quota, e trasmettere la corrente elettrica a terra via cavo.

## Autorotazione di aeromobile ad ala rotante

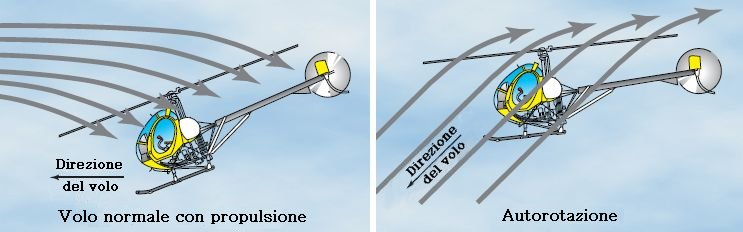
Descrizione del fenomeno della autorotazione. Durante un'autorotazione, il flusso diretto verso l'alto dell'aria permette al rotore principale di girare alla velocità normale. In pratica le pale si comportano come un mulino e frenano la discesa.

Il medesimo fenomeno è invece fondamentale e positivo nel caso dell'elicottero. In caso di un'avaria del propulsore, il pilota può tentare di rimediare escludendo il propulsore stesso; il rotore grazie alla ruota libera tra la trasmissione ed il propulsore continua a ruotare liberamente. 

Giocando sul passo delle pale si mantiene il rotore alla giusta velocità di rotazione, tenendo conto che la parte antirotativa e quella autorotativa del rotore sono normalmente equilibrate in modo da favorire la rotazione del rotore. Occorre però restare nei limiti di velocità imposti per ogni singolo modello di elicottero indicati nel manuale di volo. In questa maniera il rotore continua a girare rallentando la caduta dell'elicottero, che in normali condizioni è in grado di atterrare in autorotazione senza alcun danno e pericolo. Il termine "autorotazione" può essere fatto risalire  al periodo dello sviluppo dei primi elicotteri tra il 1915 e 1920 e si riferisce alla rotazione del rotore senza la forza propulsiva del motore.
Nel volo normale, l'aria viene aspirata nel sistema rotore principale dall'alto verso il basso, ma durante l'autorotazione l'aria si muove verso l'alto nel sistema rotore mentre l'elicottero scende. L'autorotazione avviene perché meccanicamente il rotore è disaccoppiato dal motore e l'inclinazione delle pale è tale da avere un passo negativo rispetto al piano orizzontale e rifilata dall'aria. Gli elicotteri devono dimostrare questa caratteristica per ottenere la certificazione.
La autorotazione più lunga fu ottenuta da Jean Boulet nel 1972 quando raggiunse i 12.440 m (40.814 ft) con un Aérospatiale Lama. A −63 °C il motore non fu più in grado di funzionare e di ripartire. Atterrò con l'autorotazione.

### Discesa e atterraggio
Nell'elicottero, l'autorotazione è riferita alla manovra di discesa nel momento in cui il motore è disaccoppiato dal rotore principale, e le pale girano esclusivamente grazie al movimento verso l'alto posseduto dall'aria. La freewheeling unit è una frizione che disaccoppia in qualunque momento il motore dal rotore. Se il motore si pianta, la freewheeling unit automaticamente disaccoppia il motore dal rotore.
La causa più comune di un'autorotazione è la piantata di motore, ma può essere eseguita in eventi di malfunzionamento del rotore di coda, da quando non c'è più momento torcente in autorotazione. Se l'altitudine lo permette, può essere eseguita per recuperare una situazione di "vortex ring state". In tutti i casi, un atterraggio dipende da altitudine e velocità al momento dell'inizio dell'autorotazione.
Nel momento dell'avaria del motore, le pale del rotore principale producono portanza per inerzia. Con l'abbassamento del passo collettivo, il pilota riduce la portanza e conseguentemente la resistenza, l'elicottero comincia una discesa che produce un flusso di aria ascendente attraverso il rotore. Questo flusso ascendente di aria fornisce una spinta sufficiente a mantenere in rotazione il rotore durante la discesa.
Dato che il rotore di coda è sempre mantenuto in rotazione da quello principale, il controllo dello stesso è tenuto normale; quando la coppia non è più data dalla rotazione, per mantenere il volo direzionale, il pilota deve agire sui pedali del rotore di coda per eliminare la coppia antagonista. Molti fattori influiscono sulla discesa in autorotazione: densità dell'aria, peso, numero giri rotore, e velocità di avanzamento.
Il controllo primario da parte del pilota come rateo di discesa, è la velocità dell'aria. Velocità dell'aria più alte o più basse sono ottenute controllando il passo ciclico, come nel volo normale. Il rateo di discesa è alto a velocità dell'aria uguale a zero e raggiunge il minimo a velocità dell'aria di circa 50/60 nodi. Come la velocità dell'aria aumenta oltre che dando ratei di discesa minimi, il rateo di discesa aumenta ancora. Perfino a velocità dell'aria uguale a zero, il rotore ha il coefficiente di attrito simile a quello di un paracadute. Quando si atterra da un'autorotazione, l'energia immagazzinata nelle pale è usata per diminuire il rateo di discesa e atterrare delicatamente. Un'energia di rotore elevata è richiesta per fermare un elicottero con un rateo di discesa elevato, così l'opposto. Discese autorotazionali a velocità dell'aria elevate o basse sono molto critiche. Ogni elicottero ha una specifica velocità dell'aria alla quale corrisponde una efficienza maggiore nel "volo" a motore spento. La migliore velocità dell'aria è quella che combina la portanza maggiore con il minor rateo di discesa. Velocità dell'aria specifiche per l'autorotazione sono stabilite per ogni elicottero, sulla base di condizioni di aria e di carico. In alta quota con bassa densità dell'aria e carico leggero, migliori prestazioni si ottengono da una lieve diminuzione della velocità. Seguendo questa procedura, in accordo alle condizioni esistenti, il pilota può ottenere approssimativamente lo stesso angolo di discesa in qualsiasi circostanza e stimare il punto di atterraggio.

### Regioni autorotazionali

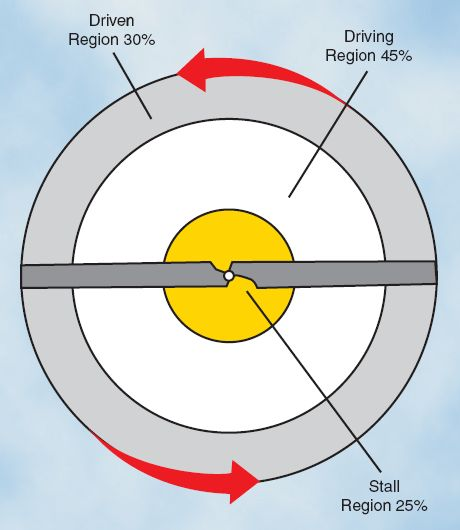
Regioni autorotazionali in fase di discesa verticale autorotazionale

Durante l'autorotazione verticale, il disco rotore è diviso in tre regioni, la regione “driven”, la regione “driving”, e la regione “stallo”. La dimensione di queste regioni varia con il passo delle pale, con la velocità di discesa, e il numero di giri del rotore. Quando si cambiano tali parametri,  passo, velocità di discesa, le dimensioni delle regioni cambiano reciprocamente.
La regione “driven”, anche chiamata regione dell'elica, è la regione alle estremità delle pale. Normalmente, si compone di circa il 30% del raggio rotore. È la regione “driven” che produce il trascinamento. Il risultato complessivo è un rallentamento nella rotazione delle pale.
La regione “driving”, o regione autorotativa, è normalmente compresa tra il 25% e il 70% del raggio delle pale, producendo la forza necessaria per attivare l'autorotazione. La forza aerodinamica totale nella regione “driving” è inclinata leggermente in avanti rispetto all'asse di rotazione, producendo una forza costante in accelerazione. Questa inclinazione fornisce spinta, che tende ad accelerare la rotazione delle pale. La regione “driving” varia a seconda della regolazione del passo delle pale, velocità di discesa, e numero di giri del rotore.
La regione interna, il 25%, viene denominata regione di “stallo” e opera sopra il suo massimo angolo di attacco (angolo di stallo) causando attrito che tende a rallentare la rotazione. A numero di giri costante del rotore si ottiene regolando il passo collettivo in modo tale che le forze di accelerazione delle pale della regione “driving” siano equilibrati con le forze di decelerazione delle regioni “driven” e “stallo”. Controllando la dimensione della regione “driving”, il pilota può regolare l'autorotazione. Ad esempio, se il pitch è sollevato, l'angolo di inclinazione aumenta in tutte le regioni. Ciò causa che il punto di equilibrio si muova lungo l'intero arco delle pale, aumentando così la dimensione della regione “driven”. La regione di “stallo” diventa più grande, mentre la regione “driving” diventa più piccola. Riducendo la dimensione della regione “driving” si provoca la forza di accelerazione della regione “driving” e la diminuzione del numero di giri.